# The Living Planet
The Living Planet is een Engelstalige documentaireserie van David Attenborough uit 1984.
(en)   The Living Planet in de Internet Movie Database